# Digitaria lanceolata
Digitaria lanceolata är en gräsart som beskrevs av Robert D. Webster. Digitaria lanceolata ingår i släktet fingerhirser, och familjen gräs. Inga underarter finns listade i Catalogue of Life.